# Aurora Aspegren
Maria Aurora Olivia Aspegren, född 30 juli 1844 i Kuru, död 19 januari 1911 i Ruovesi, var en finländsk skådespelare och pedagog. Hon var den första kvinnliga skådespelare som anställdes vid Finlands nationalteater 1872. Hon var länge aktiv som instruktör för skådespelare och anses som sådan ha spelat en stor roll.

## Biografi
Aurora Aspegren var dotter till Gustaf Adolf Gullstén och Birgitta Katarina Södergren. Hon blev tidigt medlem i August Westermarks kringresande svenskspråkiga teatersällskap. År 1872 engagerades hon vid den nygrundade nationalteatern i Helsingfors, där hon fram till 1887 var den ledande aktören tillsammans med Oskari Vilho. Hon fick namnet Aspegren då hon 1873 gifte sig med sin kollega August Aspegren. År 1887 grundade hon med maken en ny teater i Tammerfors, där hon var en ledande aktör i tio år. Vid sidan av sin scenkarriär gav hon också privatlektioner.